# Baldassarre Cenci (1710–1763)
Baldassarre Cenci (Roma, 1 de novembro de 1710 - Nettuno, 2 de março de 1763) foi um cardeal do século XVIII

## Biografia
Nasceu em Roma em 1 de novembro de 1710. De uma das famílias mais antigas e ilustres da cidade. Quinto dos sete filhos de Tiberio Cenci e Eleonora (Maddalena) Costaguti. Os outros irmãos eram Porzia, Filippo, Virginio, Maria Isabella, Giovanni Battista e Mario. Seu primeiro nome também está listado como Baldassarre. Sobrinho-bisneto dos cardeais Vincenzo Costaguti (1643); e Giambattista Costaguti (1690), por parte de mãe. Sobrinho do cardeal Baldassare Cenci, Sr. (1695). Outros cardeais da família foram Tiberio Cenci (1645) e Serafino Cenci (1734).
Estudou na Pontifícia Academia dos Nobres Eclesiásticos, Roma, desde 1727; obteve o doutorado in utroque iure , direito canônico e civil..
Ordenado (nenhuma informação encontrada). Nomeado cônego do capítulo da basílica patriarcal do Vaticano e camareiro de honra em 20 de agosto de 1730. Capacete papal em 1733 para trazer o barrete vermelho ao cardeal Serafino Cenci, arcebispo de Benevento. Referendário dos Tribunais da Assinatura Apostólica de Justiça e da Graça e prelado doméstico de Sua Santidade, 2 de agosto de 1735. Governador da cidade de Benevento de 13 de setembro de 1737 até junho de 1739. Chamado de volta a Roma, foi nomeado relator da SC da Sagrada Consultaem 1739, substituindo monsenhor Alberico Archinto, que havia sido nomeado núncio na Toscana; ocupou o cargo até 1742. Auditor do Tribunal da Assinatura Apostólica em janeiro de 1742. Segundo tenente do auditor da Câmara Apostólica em setembro de 1753; ocupou o cargo por oito anos. Secretário da SC da Sagrada Consulta , 26 de novembro de 1753..
Criado cardeal sacerdote no consistório de 23 de novembro de 1761; recebeu o chapéu vermelho em 26 de novembro de 1761; e o título de S. Maria in Aracoeli, 25 de janeiro de 1762. Atribuído à SS. CC. do Conselho Tridentino, Sagrada Consulta , Imunidade Eclesiástica, Índice e Reverendo Fabrico da basílica de São Pedro. O Papa Clemente XIII nomeou-o delegado apostólico e comissário, com poderes absolutos, para a drenagem dos pântanos pontinos; o projeto foi concebido e elaborado pelo governador de Marittima e Campagna , Emerico Bolognini, e o agrimensor Angelo Sani (1). Em dezembro de 1762, ele foi para Sezze, Piperno e lugares próximos para exercer sua comissão; no final de fevereiro de 1763, foi para Nettuno, onde o cardeal Neri Corsini, seu amigo e ex-protetor, tinha uma de suas vilas. Na noite de 1º de março, aparentando muito bom estado de saúde, retirou-se para descansar e foi encontrado morto na manhã seguinte (2) ..
Morreu em Nettuno em 2 de março de 1763, de apoplexia. Exposto na igreja colegiada de Nettuno, onde ocorreu o funeral; e sepultado provisoriamente na capela dos patronos Evangelisti e Fontana, dedicada à Imaculada Conceição, naquela igreja. Transferido para Roma em 16 de fevereiro de 1764, perto da meia-noite, e sepultado na capela de S. Didaco, de sua família, na igreja de S. Maria in Aracoeli, seu título. Ao morrer, o cardeal tinha uma dívida de 22.000 escudos , de modo que os quinze meses de cardinalato só trouxeram ruína à sua família..